# فاپسی
فاپسی (روسی: ФАПСИ) یا آژانس فدرال ارتباطات و اطلاعات دولتی یک نهاد دولتی روسیه بود که مسئول شنود الکترونیک و تأمین امنیت ارتباطات دولتی بود.
سازمان‌های جانشین فاپسی در حال حاضر بخش‌های مربوطه در سرویس امنیت فدرال (FSB) و سرویس اطلاعات خارجی (SVR) و همچنین سرویس ارتباطات ویژه روسیه (زیرمجموعه سرویس حفاظت فدرال فدراسیون روسیه) هستند.

## تاریخچه

### ایجاد
فاپسی از اداره اصلی هشتم (ارتباطات دولتی) و اداره شانزدهم (استخبارات الکترونیکی) کاگ‌ب منشعب شد. این سازمان معادل آژانس امنیت ملی ایالات متحده آمریکا به‌شمار می‌رفت. در ۲۵ سپتامبر ۱۹۹۱، میخائیل گورباچف رئیس‌جمهور شوروی، کاگ‌ب را به چند اداره مستقل تقسیم کرد. یکی از آن‌ها «کمیته ارتباطات دولتی زیر نظر رئیس‌جمهور اتحاد شوروی» شد. در ۲۴ دسامبر ۱۹۹۱ و پس از فروپاشی اتحاد جماهیر شوروی، این سازمان به «آژانس فدرال ارتباطات و اطلاعات دولتی زیر نظر رئیس‌جمهور فدراسیون روسیه» تبدیل گردید.

### انحلال
در ۱۱ مارس ۲۰۰۳، این نهاد در «سرویس ارتباطات و اطلاعات ویژه» زیر نظر سرویس امنیت فدرال روسیه ادغام شد. در ۷ اوت ۲۰۰۴، «Spetssviaz» به عنوان یکی از واحدهای ساختاری سرویس حفاظت فدرال فدراسیون روسیه درآمد.

## ساختار
به گزارش منابع مطبوعاتی، ساختار فاپسی از ساختار آژانس امنیت ملی ایالات متحده الگوبرداری شده بود و شامل بخش‌های زیر می‌شد:
- اداره کل پژوهش و توسعه (Главное научно-техническое управление)
- اداره کل ارتباطات دولتی
- اداره کل امنیت ارتباطات
- اداره کل فناوری اطلاعات (Главное управление информационных систем)
- نیروهای ویژه فاپسی
- آکادمی رمزنگاری
- مدرسه نظامی فاپسی در وورونژ که گاهی از آن به عنوان بزرگ‌ترین مدرسه هک جهان یاد می‌شود
- مدرسه نظامی ارتباطات در اریول
- اداره مسکو در مؤسسه تحقیقات علمی برق پنزا (МО ПНИЭИ)، سازنده نرم‌افزار و سخت‌افزار مورد استفاده در نهادهای فوق

## رئیس‌های اداره

### اداره شانزدهم کاگ‌ب
- نیکلای نیکلایویچ آندریف (۱۹۶۸–۱۹۷۳) سرتیپ ایگور واسیلیویچ ماسلوف (۱۹۷۳–؟)

### کمیته ارتباطات دولتی زیر نظر رئیس‌جمهور اتحاد شوروی
- ژنرال الکساندر ولادیمیرویچ استاروویتوف (۱۹۹۱)

### آژانس فدرال ارتباطات و اطلاعات دولتی
- ژنرال الکساندر ولادیمیرویچ استاروویتوف (۱۹۹۱–۱۹۹۸)
- ولادیسلاو پتروویچ شرستیوک (۱۹۹۸–۱۹۹۹) – رئیس سابق اداره اطلاعات رادیو-الکترونیک آژانس
- ولادیمیر گئورگیویچ ماتیوخین (۱۹۹۹–۲۰۰۳) – متخصص غیرنظامی در زمینه رمزنگاری و حفاظت از داده‌ها

### سرویس ارتباطات و اطلاعات ویژه (جانشین فاپسی)
- یوری پی. کورنف (۲۰۰۳–۲۰۱۰)
- الکسی میرونوف (از ۲۰۱۰ تاکنون)

## فاپسی و اینترنت
فاپسی همیشه به پایش فعالیت‌های اینترنتی علاقه داشت.
در سال ۱۹۹۴ این سازمان، ارائه‌دهنده بزرگ اینترنت آن زمان روسیه یعنی رِلکام را خریداری کرد. طبق توضیحات آن‌ها، هدفشان شنود ترافیک شبکه نبود؛ بلکه دنبال تجربه اینترنتی آن شرکت و استفاده از «توان محاسباتی و پهنای باند مازاد فاپسی» بودند.
در سال ۱۹۹۵ با فرمان بوریس یلتسین رئیس‌جمهور وقت، تمامی سیستم‌های رمزنگاری به‌جز آن‌هایی که توسط فاپسی مجوز داشتند، در فدراسیون روسیه ممنوع شد. شایعات گسترده‌ای وجود دارد که همه سیستم‌های دارای مجوز فاپسی دارای درِ پشتی هستند و این امکان را فراهم می‌کنند تا فاپسی بدون محدودیت به اطلاعات رمزگذاری‌شده دسترسی داشته باشد.
از سال ۱۹۹۸ آن‌ها از همه ارائه‌دهندگان اینترنت در روسیه خواستند که سخت‌افزار با نام سورم (سامانه اقدامات عملیاتی-تحقیقی) را نصب کنند تا ترافیک اینترنت، از مقر فاپسی زیر نظر گرفته شود و در صورت نیاز کنترل از راه دور داشته باشند. ارائه‌دهندگان اینترنت باید هزینه آن را (حدود ۱۵ هزار دلار آمریکا) مستقیماً به فاپسی پرداخت می‌کردند. با وجود مقاومت اولیه، سرانجام همه ارائه‌دهندگان تمکین کردند. البته گفته می‌شود هیچ سند قانونی ارائه‌دهندگان اینترنت را مجبور به ارائه این خدمات به صورت رایگان نکرده است و برخی گزارش‌ها حاکی است که یک ارائه‌دهنده بزرگ سن پترزبورگ به اف‌اس‌به گفته بود که درخواست آن‌ها را رد نمی‌کند اما هزینه را مطابق تعرفه دریافت خواهد کرد. به گفته همان گزارش، اف‌اس‌به دیگر به آن ارائه‌دهنده مراجعه نکرد.

## اشتباهات آژانس
یکی از وظایف این نهاد، حفاظت از وب‌سایت‌های دولتی در برابر حملات هکری بود. گاهی به ساده‌ترین شکل در انجام این وظیفه ناکام می‌ماندند – مثلاً با پرداخت‌نکردن به‌موقع هزینه تمدید دامنه که منجر به تصرف آن می‌شد.
در ژانویه ۲۰۰۴، سایتی که شخصاً برای ولادیمیر پوتین در انتخابات ثبت شده بود، به دلیل عدم پرداخت به‌موقع هزینه تمدید، تبدیل به یک سایت پورنوگرافی شد. در نهایت آن سایت بسته شد.

### انگلیسی
- FAPSI Operations - نوشته فدراسیون دانشمندان آمریکایی
- Jonathan Littell, "The Security Organs of the Russian Federation. A Brief History 1991-* 2004" Psan Publishing House 2006.
- Lourdes SIGINT facility in Cuba، بخش ۱
- Lourdes SIGINT facility in Cuba، بخش ۲
- Cyber Warfare and Telecommunications Espionage

### روسی
- FAPSI Official page توسط Wayback Machine (بایگانی index)
- "Федеральное агентство правительственной связи и информации при Президенте РФ (ФАПСИ)". Agentura.ru. Archived from the original on 2005-08-17. Retrieved 2017-03-01.